# Michael Boddenberg

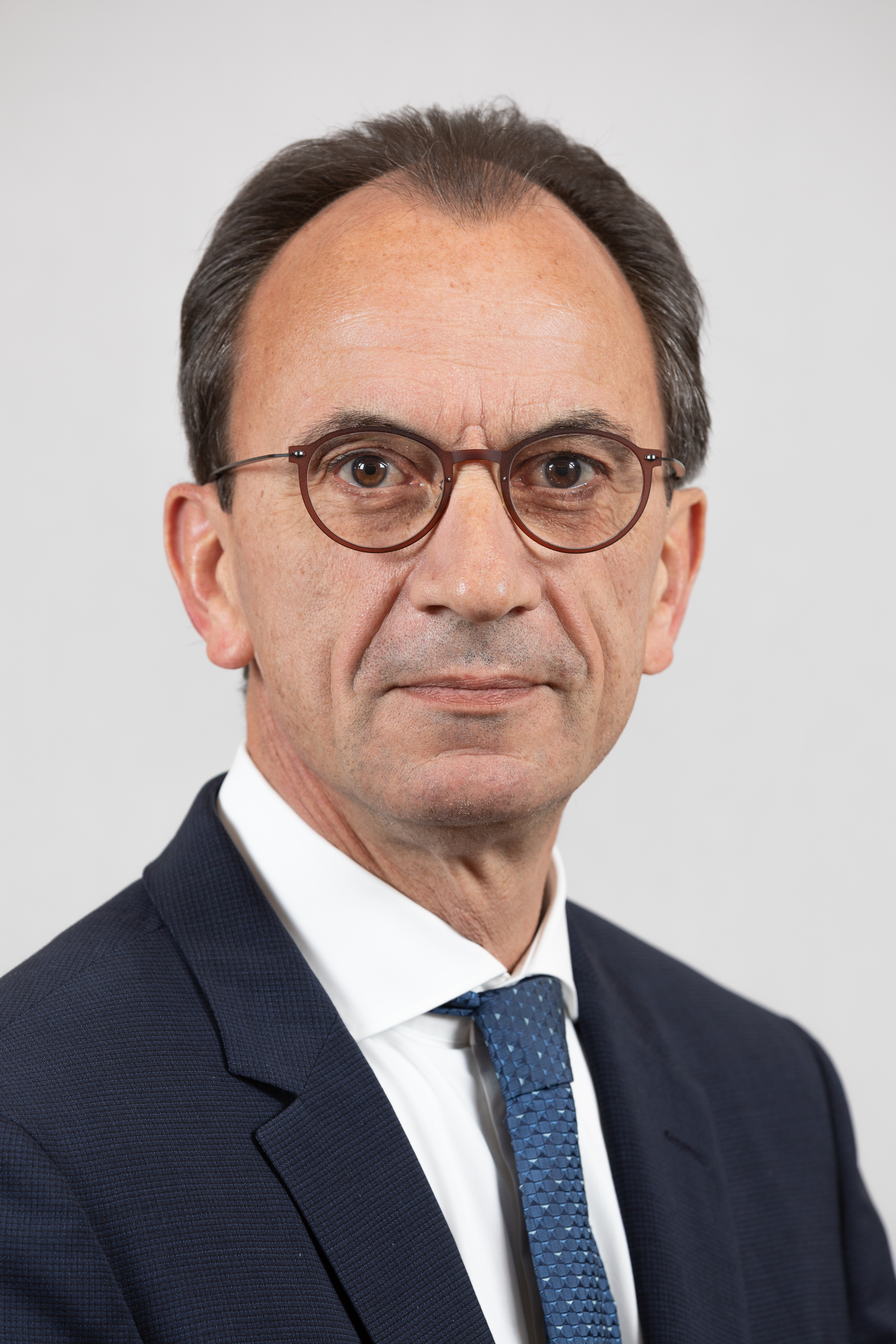
Michael Boddenberg, 2019

Michael Boddenberg (* 15. Juli 1959 in Altenrath, heute zu Troisdorf) ist ein deutscher Politiker (CDU). Seit 1999 ist er Mitglied des Hessischen Landtags. Er war von 2020 bis 2024 Hessischer Minister der Finanzen in den Kabinetten Bouffier III und Rhein I.
Zuvor war er von Januar 2014 bis März 2020 Vorsitzender der CDU-Landtagsfraktion im Hessischen Landtag und davor von 2009 bis 2014 Hessischer Minister für Bundesangelegenheiten und Bevollmächtigter des Landes Hessen beim Bund.

## Leben
Nach dem Erwerb der allgemeinen Hochschulreife 1978 in Siegburg absolvierte Boddenberg eine Berufsausbildung als Metzger. 1983 legte er seine Meisterprüfung im Fleischerhandwerk an der Frankfurter Fachschule J.A. Heyne ab und war von 1984 bis 1989 Mitglied der Geschäftsleitung der Mainfrost Tiefkühlkost GmbH. Im Jahr 1990 gründete er den gemeinnützigen Verein Juniorenverband des Deutschen Fleischerhandwerks als bundesweite Kommunikationsplattform für den Nachwuchs im Fleischerhandwerk. In den Jahren 1989 bis 2009 war Boddenberg als Leiter der privaten Fleischer- und Bäcker-Fachschule J.A. Heyne tätig. Zwischen 1995 und 2002 war Boddenberg Geschäftsführer und Gesellschafter der Fleischfeinkost Schäfer GmbH. Von 2005 bis 2009 war er geschäftsführender Gesellschafter der J.A. Heyne GmbH & Co. KG, die seither von seiner Frau Sylvia Heyne-Boddenberg geführt wird.
Boddenberg ist römisch-katholischer Konfession, verheiratet und Vater von drei Kindern.

### Politische Ämter

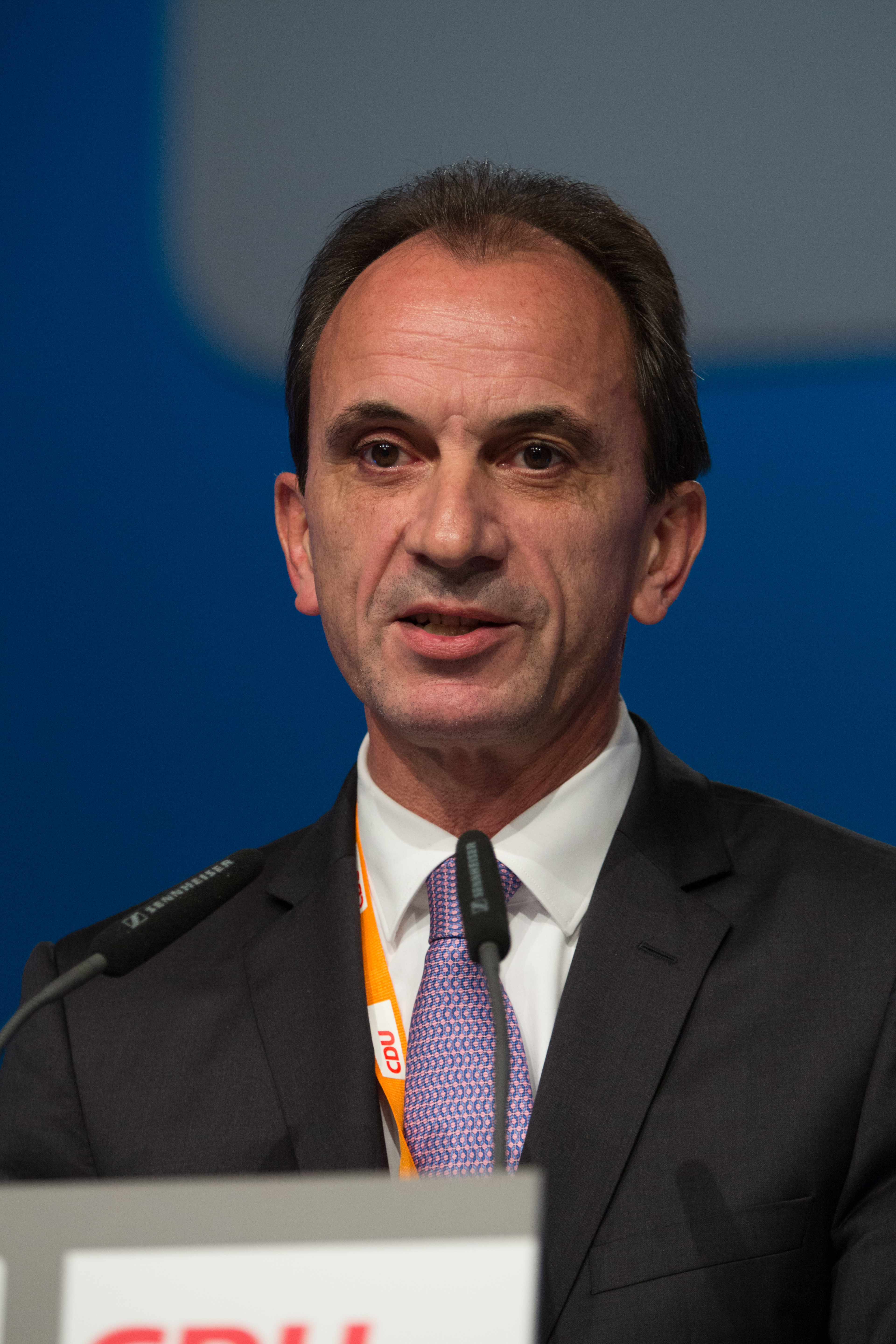
Michael Boddenberg auf dem 29. Parteitag der CDU im Dezember 2016 in Essen

Boddenberg ist seit 1988 Mitglied der CDU und war dort vom 1. April 2001 bis zum 5. Februar 2009 als Generalsekretär und Geschäftsführer der CDU Hessen tätig. Von 1993 bis 1999 war Boddenberg als ehrenamtlicher Stadtrat Mitglied des Magistrats der Stadt Frankfurt am Main. Er ist seit dem 5. April 1999 Mitglied des Hessischen Landtages. Boddenberg war in der Zeit von 1999 bis 2009 Mitglied im Ausschuss für Wirtschaft und Verkehr und zwischen 2004 und 2009 wirtschaftspolitischer Sprecher der CDU-Landtagsfraktion. Im Landtag sitzt er für den Wahlkreis Frankfurt am Main IV seit 1999 als direkt gewählter Abgeordneter. Nach der vorgezogenen hessischen Landtagswahl 2009 wurde er am 5. Februar 2009 zum Hessischen Staatsminister für Bundesangelegenheiten und Bevollmächtigten des Landes beim Bund ernannt. In den Jahren 2012 und 2013 war Michael Boddenberg Mitglied im Vermittlungsausschuss des Deutschen Bundestags und dem Bundesrat. Im März 2009 übergab er das Amt des Generalsekretärs an Peter Beuth, nachdem er zum Minister ernannt worden war.
Am 14. Januar 2014 wählte die hessische CDU-Landtagsfraktion für die am 18. Januar 2014 beginnende 19. Legislaturperiode Boddenberg zu ihrem Vorsitzenden. Am 15. Januar 2019 wählte sie ihn erneut zum Fraktionsvorsitzenden für die 20. Legislaturperiode.
Nach dem Tod von Thomas Schäfer ernannte Ministerpräsident Volker Bouffier (CDU) Boddenberg am 31. März 2020 zum Hessischen Finanzminister. Die verfassungsrechtlich notwendige Vereidigung und Bestätigung im Hessischen Landtag fand am 3. April 2020 statt. Den Vorsitz der hessischen CDU-Landtagsfraktion übernahm Ines Claus. Das Amt des Finanzministers hatte er ab dem 31. Mai 2022 auch im Kabinett Rhein I inne. Im Zuge der Bildung des Kabinetts Rhein II schied er am 18. Januar 2024 aus dem Ministeramt aus.

### Weitere Ämter
Boddenberg ist Mitglied der Polytechnischen Gesellschaft (Frankfurter Sparkasse), Mitglied im Stiftungsrat der Hessischen Kulturstiftung, Mitglied im Stiftungsrat der Stiftung Sigmund-Freud-Institut, Mitglied im Kuratoriums der Stiftung „Europäische Akademie der Arbeit in der Universität Frankfurt am Main“ und Mitglied des Vorstandes der Frankfurter Fleischer-Innung. Ebenso hält er bis heute das Amt des Vorsitzenden im Aufsichtsrat der Zentralgenossenschaft des europäischen Fleischergewerbes (Zentrag). Er ist zudem Mitglied im Kuratorium des Rheingau Musik Festivals. Des Weiteren ist er qua Amt als Finanzminister auch Aufsichtsratsvorsitzender der Hessische Staatsweingüter Kloster Eberbach GmbH und der Fraport AG sowie Mitglied im Aufsichtsrat der Messe Frankfurt GmbH.

## Kabinette
- Kabinett Koch III, Kabinett Bouffier I als Minister für Bundesangelegenheiten des Landes Hessen (2009–2014)
- Kabinett Bouffier III, Kabinett Rhein I als Finanzminister des Landes Hessen (2020–2024)